# 硖石之战
硖石之战，515年（南梁天监十四年、北魏延昌四年），南梁左游击将军赵祖悦攻北魏硖石（今安徽省凤台县南）先胜后败的作战。
515年九月，梁将赵祖悦领兵袭占北魏西硖石，并构筑外城。硖石城有二，在淮水两岸，东西各一，西岸为西硖石。梁军进逼寿阳（今安徽省寿县），把淮河沿岸百姓强行迁至西硖石城内，以增强守备力量。梁将田道龙等攻打北魏军事要点。北魏扬州刺史李崇分派将领率兵抵御。魏孝明帝派代理镇南将军崔亮领兵反攻西硖石，又派镇东将军萧宝寅掘开淮河堰。十二月，崔亮率军攻硖石，梁守将赵祖悦迎战，受挫后回城内固守。崔亮包围，月一个多月没有攻下。516年正月，北魏胡太后因为两将攻硖石互不协调、指择不一，派吏部尚书李平为镇军大将军兼尚书右仆射、率步骑二千人前往寿阳，建立行台，督统崔亮、李崇两军的行动。魏将萧宝寅派轻车将军刘智文等渡淮河攻克梁军三个据点。二月，在淮河北岸，萧宝寅又打败梁将垣孟孙等。李平抵硖石，督李崇、崔亮等水陆大军发起进攻，多获胜利。是月，梁派左卫将军昌义之和直阁王神念率军逆淮河西上，援助硖石。魏将崔亮派部将崔延伯领兵固守下蔡（今安徽省凤台县）。崔延伯与别将伊瓮生分别在淮河两岸夹水筑营。崔延伯收集车轮，去除外圈，将车的幅条削尖，两个接在一起，用竹条扎成竹索，把车轮串起来，共有十余道。横在水里作为拦障，两头用辘轳控制，可以随意收放，以防止烧斷、刀砍。既可阻止梁朝增援水军通过，又可切断硖石守军的退路。致使昌义之等援军无法接近硖石，魏将李平乘机命令各军水并进，夹击硖石，攻克外城。守将赵祖悦被追出降。北魏军又乘胜进攻浮山堰，不克而还。